# 修补你的心
《修补你的心》，是由英国摇滚乐队酷玩乐团所演唱的一首歌曲。歌曲由乐队四名成员共同谱写，并收录在他们于2005年发表的第三张专辑《XY密码》中。这首歌的前半部分由钢琴和吉他伴奏，下半部分的伴奏则以电吉他、贝斯和鼓为主，体现了另类摇滚的风格。
这首歌发表于2005年9月5号，是专辑《XY密码》的第二首单曲。发表之后便登上了英国单曲排行榜第四名。这首歌在美国告示牌（杂志）的现代摇滚乐热点搜寻榜单上也取得了第18名的好成绩。英国和美国都发行了相应的单曲宣传版。格温妮丝·帕特罗的母亲及克里斯·马丁的前岳母——布莱斯·丹纳（Blythe Danner）于2012年5月份的一场采访中表示，马丁“写这首歌是为了献给当时处于丧父之痛的格温尼丝，我每次听到这首歌都忍不住啜泣。”
《修补你的心》得到了音乐评论家们的一致好评。这首歌有多个不同的发行版本，每个版本都有专属的封面及声轨。歌曲MV被选为2005年7月伦敦爆炸事件的悼念曲。歌曲中的吉他独奏片段不仅是国家冰球联盟中蒙特利尔加拿大人所有国内比赛的暖场曲， 在每一次洛杉矶国王队取胜后的“三星”排位赛遴选阶段，以及在国王队于2014斯坦利杯决赛夺冠后，斯坦利杯在史泰博中心（Staple Center）冰面上进行交接时，都能听到这段独奏响起的声音。2015-16年纽约岛民队在巴克莱中心举行了预选赛，这首歌在整个赛季中被反复使用。
在2011年10月18日，于苹果总部加利福尼亚州库珀蒂诺举行的史蒂夫·乔布斯纪念会上，以及2017年6月4日「衷情曼彻斯特“慈善音乐会」中，都选择了这首歌曲进行现场演出。

## 背景
在创作这首歌曲时，身为主唱的马丁原本打算在音轨中嵌入一段教堂风格的管风琴演奏。结果由于无法找到合适的乐器，马丁最终选择使用他已故岳父布鲁斯·帕特罗（Bruce Paltrow）送给女儿格温妮丝的旧键盘。 然而，在另外一些场合中，马丁声称《填补你的心》的创作是受到英国另类摇滚乐队「Elbow」在2003年发表的歌曲《压力下的优雅》的影响。
当被问及这首歌的创作过程时，马丁说：“我的岳父布鲁斯·帕特罗在去世前买了这个大键盘。还没有人插上电源试用过。我把它插进去，有一种我从未听过的不可思议的声音。所有这些歌曲都是从这一个音调中涌现出来的。你必须先受到一些东西的激励，然后才能迸发出新的东西。这是一种很抽象很朦胧的灵感。”马丁还表示，这首歌“可能是我们有史以来写过的最重要的歌曲”。
在就音轨一阶一阶进行分析时，贝斯手盖·贝瑞曼承认歌曲从牙买加雷鬼大师吉米·克里夫（Jimmy Cliff）在1969年发布的歌曲《不止一条河流淌过》（Many Rivers to Cross）中提取了“一丁点灵感”。贝里曼还说，「这首歌自然而然地就被写出来了，仿佛一点一滴的灵感汇集起来，带领你朝着特定的路径前进。 每当你试着仿写一首歌，最终总能创造出一件独具特色的作品。」

## 作曲
这首歌以降E大调♭为主音调进行谱写，辅以管风琴和钢琴的演奏。  歌曲以一段安静的电风琴民谣，伴随着马丁的假声演唱作为开端。  接下来的合唱部分由木吉他和钢琴合奏组成，同时还伴随着一段弦乐演奏 。 音乐紧接着被切换成吉他三段式拨弹，附带着一段节奏感强烈的鼓乐打击。 歌曲进入到第一个过渡阶段时，一段钢琴弹奏随之响起，同时还有电子及贝斯吉他弹奏，鼓乐，和唱诗般的伴唱等的集体演奏。 在第二个过渡片段中，合成器也加入了乐器阵容。 歌曲以最开始的副歌收尾，以一段缓慢 ，悠扬的钢琴弹奏为背景铺垫画上休止符。
整首歌从头到尾都在传递一个讯息，由马丁所演唱，充满鼓励的话语：「灯光会指引着你回家/会点亮你的灵魂/而我会尽力修补你的心。」 美国周报（USA Weekend）的记者米歇尔·哈蒂（Michele Hatty）的报道称，马丁演唱的音符能抚平伤痛。《班戈日报》（Bangor Daily）的特拉维斯·加斯（Travis Gass）则写道，马丁表达了对受到压迫，心灵受伤的人的同情与抚慰，这些在他的歌词中可以看出来——「当你爱一个人，却得不到回报，还有比这更糟的事吗？」。

## 注解
1. ↑  又譯：填滿你的心[2]